# Arnold Joelsson
Vilhelm Arnold Joelsson, född den 9 november 1931 i Kämpersvik, Tanums församling, Göteborgs och Bohus län, är en svensk jurist. Han var från 1975 till hennes död 2020 gift med Gunilla Brydolf.
Joelsson avlade studentexamen i Uddevalla 1951, kammarskrivarexamen 1954 och juris kandidatexamen vid Stockholms universitet 1961. Han tjänstgjorde i generaltullstyrelsen 1954–1964, blev byrådirektör i Rikspolisstyrelsen 1964, departementssekreterare i Inrikesdepartementet 1965 och kansliråd i Justitiedepartementet 1966. Joelsson var lagman i Kammarrätten i Göteborg 1972–1979 och i Länsrätten i Göteborg 1979–1998.